# Comenius
Comenius je bila pobuda, ki se je izvajala od leta 1995 v okviru programov Socrates (1995–2006) in Lifelong Learning Programme (2007–2013). Namenjena je bila učencem in učiteljem primarnega in sekundarnega izobraževanja. Njen del je bil spletni projekt eTwinning.
Izboljšala naj bi računalniško znanje, jezikovne spretnosti, šolsko klimo in medkulturno zavest. Poimenovali so jo po češkem pisatelju in znanstveniku Janu Amosu Komenskyju (1592-1670).